# Cassena terminalis
Cassena terminalis es un coleóptero de la familia Chrysomelidae. Fue descrita en 1963 por Gressitt & Kimoto.